# Абель, Уолтер
А́бель Уо́лтер (англ. Walter Abel; 6 июня 1898, Сент-Пол — 26 марта 1987, Эссекс) — американский киноактёр и театральный деятель, радиоведущий эпохи «немого кино». Вице-президент Гильдии киноактёров США.

## Биография

### Личная жизнь
Родился в городе Сент-Пол, штат Миннесота, в семье Кристин (урождённой Беккер) и Ричарда Майкла Абеля, у него так же был младший брат Альфред, умерший в 1922 году от туберкулеза, которым он заразился во время Первой мировой войны. В 1917 году, окончил Американскую академию драматического искусства и присоединился к театральной труппе. Был женат на арфистке Мариэтте Биттер.

### Карьера
Дебютировал в кино в 1918 году, с эпизодической роли в фильме «С ясного неба».
Через год, дебютировал в бродвейском театре в пьесе «Запретный». В 1924 году появился в двух пьесах Юджина О’Нила: «На восток в Кардифф» в Театре Провинстауна и «Любовь под вязами» в Театре Гринвич-Виллидж. Среди наиболее заметных театральных ролей — «Как вам это понравится» (1923), «Любовь за любовь» Уильяма Конгрева (1925), «Чайка» Антона Чехова (1929—1930), «Траур становится Электрой» (1929), «Весело мы катимся» Кауфмана и Харта (1934), и Трелони из «Уэллса» (1975). Появился в пьесе Ченнинга Поллока «Враг» (1926) с Фэй Бейнтер. На лондонской сцене дебютировал в фильме «Кокетке» 1929 года.

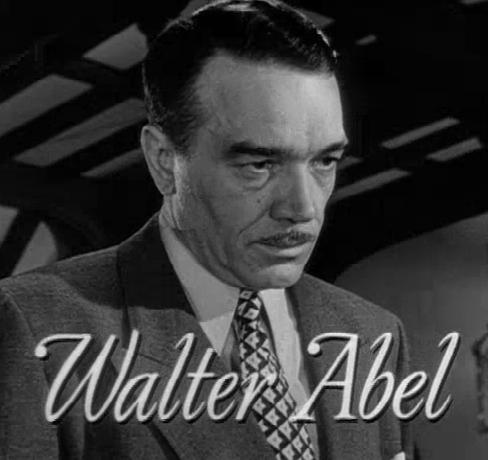
Уолтер Абель в трейлере фильма Дом 13 по улице Мадлен (1946)

Первой крупной ролью в кинематографе стала роль Д’Артаньяна в фильме RKO Pictures 1935 года «Три мушкетера». В общей сложности снялся в более чем шестидесяти фильмах. Был вице-президентом Гильдии киноактеров. Сыграл роль агента Дэнни Рида в музыкальной комедии 1942 года студии Holiday Inn в поддержку Бинга Кросби и Фреда Астера.
Выступал рассказчиком с Филадельфийским оркестром Юджина Орманди, в «Портрете Линкольна» Аарона Копленда в 1951 году и в «Под молочным лесом» Дилана Томаса в 1953 году.

### Смерть
Скончался 26 марта 1987 года от инфаркта миокарда в доме престарелых Эссекс, штат Коннектикут. Был кремирован, поминальная служба прошла на Манхэттене. Его прах и прах его жены был развеян в проливе Лонг-Айленд.

## Фильмография

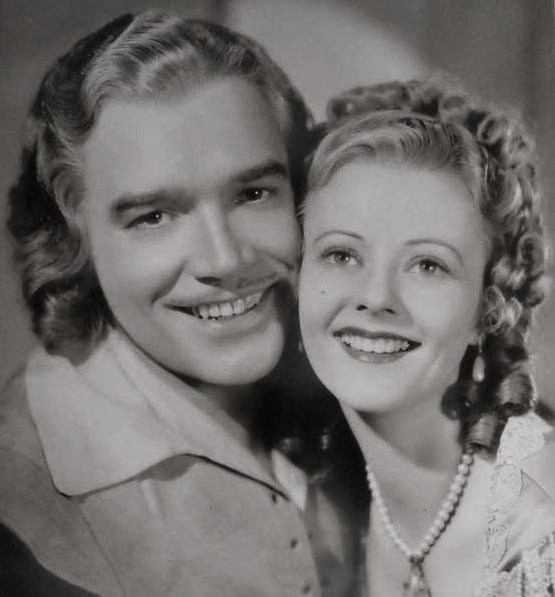
Уолтер Абель (слева) в роли Д’Артаньяна, с Хэзер Эйнджел (справа) в фильме Три мушкетёра (1935).

###### Кинематограф
- 1935 — Три мушкетёра — д’Артаньян
- 1936 — Ярость — окружной прокурор
- 1937 — Зелёный свет — Джон Стэффорд
- 1940 — Воскресни, любовь моя — мистер Филипс
- 1941 — Задержите рассвет — инспектор Хэммок
- 1944 — Мистер Скеффингтон — Джордж Треллис
- 1946 — Дом 13 по улице Мадлен — Чарльз Гибсон
- 1948 — Эта дама в горностае — майор Хорват / Бенвенуто
- 1953 — Остров в небе — полковник Фуллер
- 1955 — Индейский воин — Треск, капитан
- 1964 — Быстрее, давай поженимся! — вор

###### Телевидение
- 1951 — Шоу Эда Салливана — камео
- 1951 — Сказки завтрашнего дня — доктор Аллен (4 эпизода)
- 1963 — Защитники (телесериал) — Бен Бёрк